# Dicranomyia hemimelas
Dicranomyia hemimelas är en tvåvingeart som beskrevs av Alexander 1922. Dicranomyia hemimelas ingår i släktet Dicranomyia och familjen småharkrankar. Inga underarter finns listade i Catalogue of Life.